# Rösler (výrobce klavírů)
Pianka Gustav Rösler (německy Pianofortefabrik Gustav Rösler) je česká značka výrobce klavírů a pianin založená roku 1878 v Žandově a v roce 1882 přenesena do České Lípy.
V roce 1993 značku a výrobu převzal výrobce pian Petrof v Hradci Králové.   Nástroje pod značkou G. Rösler jsou v současné době vyráběny v Číně.

## Historie

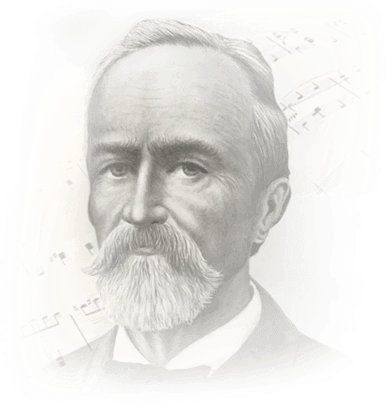
Gustav Rösler (1854-1891), zakladatel společnosti

Zakladatelem společnosti byl česko-německý podnikatel Gustav Rösler (24. ledna 1854, Cvikov - 27. prosince 1891, Česká Lípa). Svou firmu na výrobu pian založil Rösler v Žandově u České Lípy a v roce 1882 byla výroba přenesena do České Lípy. Nástroje byly označovány jménem Rösler ve formě frakturového písma.
Po jeho smrti v roce 1891 pokračovala ve vedení společnosti jeho manželka, než továrnu v roce 1899 převzal její bratr Ludwig Gatter a následně rozšířil a zmodernizoval výrobu, přestavěl některé budovy a zavedl vzorkovnu. Pod jeho vedením firma expandovala na domácí trh po celém Rakousku-Uhersku a stala se c.k. dvorním dodavatelem nástrojů, proto byla na štítu továrny císařská orlice.
Kromě toho firma vyvážela zejména do Velké Británie a Jižní Afriky. Po vzniku Československa v roce 1918 pokračoval ve vedení firmy syn Ludwiga Gattera a nástroje byly exportovány do 18 zemí.
Po druhé světové válce a odsunu Němců byl ředitelem podniku jmenován Antonín Duda. V té době firma vyráběla až deset pian měsíčně.
Po komunistickém puči v roce 1948 byla továrna znárodněna.
V roce 1993 převzal továrnu výrobce pian Petrof, který je považován za největšího výrobce pian v Evropě. Všechny nástroje značky Rösler vyvíjí společnost Petrof v Hradci Králové a kompletována jsou v Číně.